# (11284) Belenos
Pour les articles homonymes, voir Belenos (homonymie).
(11284) Belenos, désignation internationale (11284) Belenus est un astéroïde Amor découvert le 21 janvier 1990 par Alain Maury à Caussols. Avant qu'il ne soit numéroté puis nommé, son nom provisoire était 1990 BA.